# 三事忠告
『三事忠告』（さんじちゅうこく）は、中国元代の官僚で儒学者の張養浩が著した政治指南書。民衆を指導していく立場にある政治家・役人が持つべき信念・道徳が説かれている。内容は『廟堂忠告』、『風憲忠告』、『牧民忠告』から成っており、それぞれ、内閣大臣、法務警察関係者、地方行政担当者に宛てる忠告という形をとって書かれている。

## 解題
『三事忠告』は、元代の官僚・張養浩が県令となって著した『牧民忠告』、御史となって著した『風憲忠告』、大臣となって著した『廟堂忠告』の三部を合わせて名付けたもので、明の洪武22年、広西按察司僉事の揚子宏はこれを刊行して『為政忠告』としたが、42年後の宣徳6年に、河南府長官の李驥がこれを重刻して『三事忠告』と改名した。
江戸時代の日本では、藩政の指南書として会津藩主の保科正之が『牧民忠告』を刊行して各大名達に贈呈した。天明の始め、尾張藩の参政・人見黍は『牧民忠告』を同藩の大塚長幹から貰い受けて感動し、一人私蔵しておくには勿体なく、多くの役人達にも読ませたいと考えて、これを農政通で知られた樋口好古に嘱して日本語訳させた。樋口好古は弟の杉浦邦吉と共に日本語訳に取りかかったが、ある日弟が市中の書店から『牧民忠告俚諺鈔』を発見し、既に日本語訳版が出ているなら、自分達の仕事はやめようかとも考えた。しかし、どうもその本は雑駁で内容味に欠けていたために思い直して続行し、原文に返り点を付けて、字義は説かずに大意を通解した『牧民忠告解』として著した。
また、昭和時代初期の満州事変から日中戦争への移行期、満州に滞在していた漢学者にして政治顧問の安岡正篤の発案により、満州国の統治に関与する者達の反省修養のために、有志者を集めて訳注し、玄黄出版社主の鶴田久作により一千部出版して関東軍当局に寄付し、榎並充造・乾利一等によって多方面に配布された。
『牧民忠告』には、張養浩の心友の子である貢師泰の序があり、『風憲忠告』には同時代の名臣・林泉生の序、『廟堂忠告』には明初の広東布政使司左参議・靳顥(きんこう)の序がある。また、明の李驥が『三事忠告』の後序を、同じく明の鄭瑛、張養浩の九世の孫・張家声が跋文を載せている。

### 廟堂忠告
- 第一 修身 … 身を修めること
- 第二 用賢 … 賢者を用いること
- 第三 重民 … 民を重んずること
- 第四 遠慮 … 先々に心すること
- 第五 調燮 … 調え和らげること
- 第六 任怨 … 怨を受けて恐れぬこと
- 第七 分謗 … 同僚の謗りを我も分かつこと
- 第八 応変 … 変に応ずること
- 第九 献納 … 忠言を奉ること
- 第十 退休 … いつ役を退くか

### 風憲忠告
- 第一 自律…自ら律すること
- 第二 示教…正しい道
- 第三 詢訪…広く意見を聞くこと
- 第四 按行…行を調べること
- 第五 審録…罪過をつまびらかにすること
- 第六 薦挙…人材を勧め上げること
- 第七 糾弾…非違を正すこと
- 第八 奏対…天子に言上すること
- 第九 臨難…厄難に臨むこと
- 第十 全節…節を全うすること

### 牧民忠告

#### 第一 拝命…任命をかしこむこと
- 一：省己…己を省みること
- 二：克性之偏…性格の偏りに克つこと
- 三：戒貪…貪婪を戒めること
- 四：民職不宜泛授…民職を宜しく泛授すべからず
- 五：心誠愛民智無不及…心誠に民を愛せば智及ばざる無し
- 六：法律為師…法律を師と為す

#### 第二 上任…任につくこと
- 一：事不預知難以卒応…事預め知らずんば以て卒に応じ難し
- 二：受謁…謁を受けること
- 三：治官如治家…官を治むるは家を治むる如し
- 四：瘴説…世に在る様々の毒気のこと
- 五：禁家人侵漁…家人の立ち入りを禁ず
- 六：告廟…廟に告げる

#### 第三 聴訟…訴えをさばく
- 一：察情…情を察す
- 二：弭訟…訴えをとどむ
- 三：勿聴讒…讒を聴く勿れ
- 四：親族之訟宜緩…親族の訴えは宜しく緩やかにすべし
- 五：別強弱…強弱を別つ
- 六：待問者勿停留…調べを待つ者を停留する勿れ
- 七：会問…立会訊問
- 八：妖言…妖しき流言
- 九：民病如己病…民の病は己が病の如し
- 十：移聴…聴を移す

#### 第四 御下…部下を治めること
- 一：御吏…吏を治める
- 二：約束…役人を引きしめること
- 三：待徒隷…徒隷をあしらう
- 四：省事…事を省く
- 五：威厳

#### 第五 宣化…徳化をしくこと
- 一：先労…先立ちねぎらうこと
- 二：申旧制…旧制を述べること
- 三：明綱常…綱常を明らかにす
- 四：勉学…学を励ます
- 五：勧農…農を励ます
- 六：服遠…遠を服す
- 七：恤鰥寡…鰥寡を哀れむ
- 八：戢強…強を止める
- 九：示勧…示し励ます
- 十：毀淫祠…淫祠を毀つ

#### 第六 慎獄…極を慎重にす
- 一：存恕…思いやる
- 二：獄詰其初…獄は其の初めに問う
- 三：詳讞…詳細に問う
- 四：視屍…屍を調べる
- 五：囚糧…囚人の給糧
- 六：巡警…風紀治安の取締り
- 七：按視…牢屋の見回り
- 八：哀矜…罪人を哀れむ
- 九：非縦囚…仮出獄のこと
- 十：自責…自己の責任

#### 第七 救荒…凶荒を救うこと
- 一：捕蝗…蝗を捕る
- 二：多方救賑…色々に救い賑わす
- 三：預備…あらかじめ備える
- 四：均賦…賦を均(なら)す
- 五：祈祷…祈り
- 六：不可奴妾流民…流民を奴妾にすべからず
- 七：救焚…火災を救う
- 八：尚徳…徳を尊ぶ
- 九：上災異…災異を上申す

#### 第八 事長…長に仕える
- 一：各守涯分…各々分際を守る
- 二：寧人負我…寧ろ人我に背くとも
- 三：処患難…艱難に処する
- 四：分謗…人の謗りを分かつ
- 五：以礼下人…礼を以て人に下る
- 六：不可以律己之律律人…己を律するの律を以て人を律すべからす

#### 第九 受代…転任交替
- 一：郊迎新代…新任者を郊迎す
- 二：克終…終わりを良くする
- 三：不競…競わず
- 四：不可自鬻…自ら売るべからず
- 五：告以旧政…告げるに旧政を以てす
- 六：完帰…全うして帰る

#### 第十 居閑…閑地に就く
- 一：軽去就…去り際を潔く
- 二：致政…政を辞める(辞職)
- 三：進退皆有為…進退いずれにしても努力する
- 四：以義処命…義を以て命に処する
- 五：求進於己…進歩は自己より
- 六：風節…風格ある節操